# 류윈 (배우)
류윈(중국어 간체자: 刘芸, 정체자: 劉芸, 병음: Liú Yún, 한자음: 유운, 1983년 12월 26일~)은 중화인민공화국의 배우이다.
창사시에서 태어났다.

## 작품 목록

### 방송
- 사미인
- 사아전기
- 풍화일려
- 베이징 러브 스토리
- 녹정기

### 영화
- 사미인 (2017년)
- 대편 (2013년)
- 침묵의 파이터 (2013년)
- 캠프카의 여정 (2012년)
- 풍화일려 (2012년) - 미염염 역
- 로어 위드 선큰 소울 (2012년)
- 인 로우즈 뉴 이어 (2012년)
- 찬석왕로오적간난애정 (2007년)